# 명곡소류지 (양산)
명곡소류지는 경상남도 양산시 명동에 위치한 대한민국의 저수지이며 회야강의 지류인 명곡천의 발원지이다. 2008년 8월 17일 이 저수지에 안전요원이 배치되었다.